# Willard White
Pour les articles homonymes, voir White.
Willard Wentworth White, né le 10 octobre 1946 à Kingston en Jamaïque, est un chanteur d'opéra britannique.

## Biographie
Willard White commence ses études de musique à l'École de musique de la Jamaïque puis continue à la Juilliard School of Music de New York. Il commence sa carrière au New York City Opera en 1974. Il est baryton-basse mais tient parfois le rôle de basse, comme dans le Requiem de Wolfgang Amadeus Mozart ou dans Porgy and Bess de George Gershwin.
Il est président du Royal Northern College of Music de Manchester.
Il est docteur honoris causa de l'Université de Londres-Est.
Le 5 juin 2019 à Portsmouth, lors de la cérémonie de commémoration des 75 ans du débarquement de Normandie, il interprète en français le Chant des Partisans devant des vétérans et des chefs d'État dont la Reine Elisabeth II, Donald Trump et Emmanuel Macron.

## Répertoire partiel
Le répertoire de Willard White s'étend du baroque à la musique contemporaine, comprenant des créations mondiales.
- 1990 : Othello, de Trevor Nunn (TV) : Othello
- El Niño (John Adams, pour la création mondiale au Théâtre du Châtelet),
- Le Château de Barbe-Bleue (Béla Bartók),
- La Damnation de Faust (Hector Berlioz),
- Pelléas et Mélisande (Claude Debussy),
- Porgy and Bess (George Gershwin, il incarnait Porgy),
- Faust (Charles Gounod, il incarnait Méphistophélès),
- Le Messie (Georg Friedrich Haendel),
- Le Grand Macabre (György Ligeti), dans lequel il incarne Nekrotzar.
- La Passion Grecque (Bohuslav Martinů),
- Saint François d’Assise (Olivier Messiaen, rôle-titre),
- Requiem (Wolfgang Amadeus Mozart),
- Elias (Felix Mendelssohn),
- L’Amour des trois oranges (Sergueï Prokofiev),
- The Rake's Progress et Œdipus Rex (Igor Stravinsky),
- Rusalka (Antonín Dvořák)
- La Tétralogie (Richard Wagner, où il incarne Wotan)
- Falstaff (Giuseppe Verdi)...

Il a chanté avec les plus grands orchestres parmi lesquels l’Orchestre royal du Concertgebouw d’Amsterdam, l'Orchestre symphonique de Londres, l'Orchestre philharmonique de Londres, l'Orchestre de la BBC, l’Orchestre de Cleveland, l'Orchestre philharmonique de Berlin, l'Orchestre philharmonique de New York et l'Orchestre philharmonique de Los Angeles.
Il a également enregistré des negros spirituals dont un hommage à Paul Robeson (My Way).